# 八村八太郎
八村 八太郎（はちむら はちたろう、1862年1月2日〈文久元年12月3日〉 - 1926年〈大正15年〉10月17日）は、日本の商人（呉服商）、地主、会社役員、政治家。鳥取県会議員。鳥取市会議員。鳥取勧業取締役。

## 経歴
鳥取市元魚町1丁目、八村八次郎の長男。森本晩盛塾に、漢学を学ぶ。家業の呉服商に従事したが、1887年頃に廃業した。1892年に鳥取市会議員となり、1911年1月に副議長に就任した。
1911年6月に鳥取県会議員補欠選挙に当選した。帝国党、憲政会に所属。1915年10月に県参事会員となり、1916年11月に辞職した。

## 人物
趣味は茶の湯、生花、書画、骨董。住所は鳥取市元魚町1丁目。

## 家族・親族
八村家
- 養女・緑（1910年 - ?、鳥取県日野郡溝口宿、下邦蔵の長女）[1]
- 養嗣子・信三（1908年 - ?、大阪府布施市、山田勝太郎の次男[6]、鳥取銀行頭取）

親戚
- 桝田八次郎[7]（呉服商、鳥取市収入役）